# Quipollornis koniberi
Quipollornis koniberi (лат.) — вид вымерших птиц из семейства совиных козодоев, самый ранний из достоверно известных ископаемых представителей этого семейства. Фоссилии были найдены Новом Южном Уэльсе и относятся к среднему миоцену; являются древнейшими известными остатками совиных козодоев и подтверждают, что центр появления семейства находится в австралийской зоогеографической области. Сохранились два фрагмента с остатками черепа, шейных позвонков, части плечевого пояса и передней конечности.
Учёные относят вид к монотипическому роду Quipollornis.

## Обнаружение
Остатки Quipollornis koniberi были обнаружены около города Кунабарабран на востоке Нового Южного Уэльса в Австралии. В первой половине XX века на этом участке были исследованы фоссилии рыбы, родственной маккулочелле (Maccullochella macquariensis), и листьев растения рода коричник (Cinnamomum). Они принадлежали диатомитовому слою, выше которого расположен вулканический слой, который удалось датировать с помощью калий-аргонового метода. Возраст вулканической породы составил 17—13,5 млн лет, что согласуется с данными о возрасте других вулканических пород на востоке штата (не моложе 10 млн лет). Таким образом, остатки птиц относят к нижнему или среднему миоцену. Характер отложений, в которых были найдены фоссилии, получил своё отражение в названии рода — Quipollornis (quipolly на одном из языков аборигенов Австралии означает водоём с рыбой, греч. -ὄρνις — птица). Видовое название — koniberi — дано по названию племени аборигенов, которое проживало в регионе, где были обнаружены остатки.

## Описание
Несмотря на то, что сохранилось два фрагмента с остатками одной птицы, единственными частями скелета, подходящими для таксономического анализа, являются череп, шейные позвонки, часть плечевого пояса и передней конечности. Кости позволяют отнести фоссилии к семейству совиных козодоев, но не дают достаточно информации о расположении внутри него.
Закруглённый сзади череп Q. koniberi является общим признаком с совиными козодоями, которого нет у других козодоеобразных (в XX веке совиных козодоев относили к этому отряду). У остатков Q. koniberi отсутствует височная ямка, которая хорошо развита у австралийских широкоротов (Podargus) и гуахаро (Steatornis) и лишь слегка заметна у Aegotheles. Череп Quipollornis очень широкий (30,8 на 40,8 мм), пропорции схожи с таковыми у австралийских широкоротов, совиных козодоев рода Aegotheles (22,8—23,6 на 35,4—38,4 мм у австралийского совиного козодоя), исполинских козодоев (Nyctibius) и заметно шире, чем у южноазиатских козодоев (Eurostopodus) и гуахаро. В отличие от совиных козодоев из рода Aegotheles, у ископаемого представителя семейства скуловые кости шире и толще, а кости верхней челюсти не так сильно расширяются на задних концах.
Верхняя часть коракоида менее широкая и более вытянута между коракоидно-плечевой поверхностью и прокоракоидом. Задний конец лопатки не сохранился и неизвестно, были ли она искривлена ближе к концу, как у крупных совиных козодоев. Ширина лопатки в непосредственной близости от суставной впадины схожа у Quipollornis и крупных совиных козодоев и немного больше, чем у других Aegotheles. Дельтовидный гребень находится в промежуточном положении между крупными и остальными совиными козодоями. Отсутствие остатков с деталями спины птицы не позволяет подробно описать грудину и некоторые рёбра.
Плечевая кость Q. koniberi (около 35 мм) примерно в два раза длиннее бедренной кости (около 17,5 мм), что отличает данный вид от других совиных козодоев, у которых эти кости примерно равны. Передние конечности ископаемого вида длиннее по отношению к задним, скорее всего птицы больше питались в воздухе, чем современные совиные козодои. Возможно это связано с тем, что Q. koniberi является примитивным совиным козодоем, когда особенности задних конечностей, характерные для других представителей семейства, ещё не сформировались. Некоторые фоссилии содержат информацию о контурах перьев, однако её недостаточно, чтобы восстановить их точную форму и структуру.

## Эволюция
Данные ископаемые остатки, как и общее географическое распределение семейства совиных козодоев, все виды которого обитают в Австралии, на острове Новая Гвинея и на некоторых прилегающих островах Тихого океана (Молуккские острова, Новая Зеландия и Новая Каледония), показывает, что центром появления данного семейства является данный регион. Многие учёные называют совиных козодоев частью древней авиафауны Австралии, потенциально обитающей на континенте со времён Гондваны. Вместе с тем, французский палеонтолог Сесиль Муре-Шовире в 1982 году объявила об обнаружении остатков предков совиных козодоев, а также большеногов (Megapodiidae) и лягушкоротов (Podargidae), которые по другим данным также сформировались в Австралии, относящихся к олигоцену в «Phosphorites du Quercy» во Франции. В дальнейших работах было опубликовано описание ископаемого рода Quercypodargus из семейства лягушкоротов, в то время как описание предполагаемого европейского предка совиного козодоя не было опубликовано. Вместе с тем, если информация об остатках совиных козодоев во Франции верна, при отсутствии аналогичных находок в Австралазии можно предположить, что представители семейства переселились в этот регион с севера в середине миоцена.

## Систематика
Австралийские орнитологи Патрисия Викерс-Рич и Аллан Реджинальд Макиви в 1977 году отнесли ископаемые остатки к совиным козодоям на основе широкого и круглого сзади черепа, тонких костей верхней и нижней челюсти, изогнутого конца коракоида и коротких, широких шейных позвонков. От других представителей семейства он отличается пропорциями и некоторыми другими характеристиками, что позволяет отнести его к отдельному монотипическому роду.